# Seiji Sakaguchi
Seiji Sakaguchi (Japans: 坂口征二, Sakaguchi Seiji) (Kurume, 17 februari 1942) is een Japans judoka en later professioneel worstelaar. 
In 1965 won hij het Japans kampioenschap judo. In 1965 won hij brons op het wereldkampioenschap tot 80 kg. Omdat judo niet op het programma van de Olympische spelen van 1968 stond, stopte hij met deze sport en legde hij zich toe op het professioneel worstelen.
Op 15 maart 1990 nam hij op 48-jarige leeftijd afscheid van de worstelring. Van 1992 tot en met 1993 was hij vervolgens voorzitter van de National Wrestling Alliance.